# Gabriele Pauli

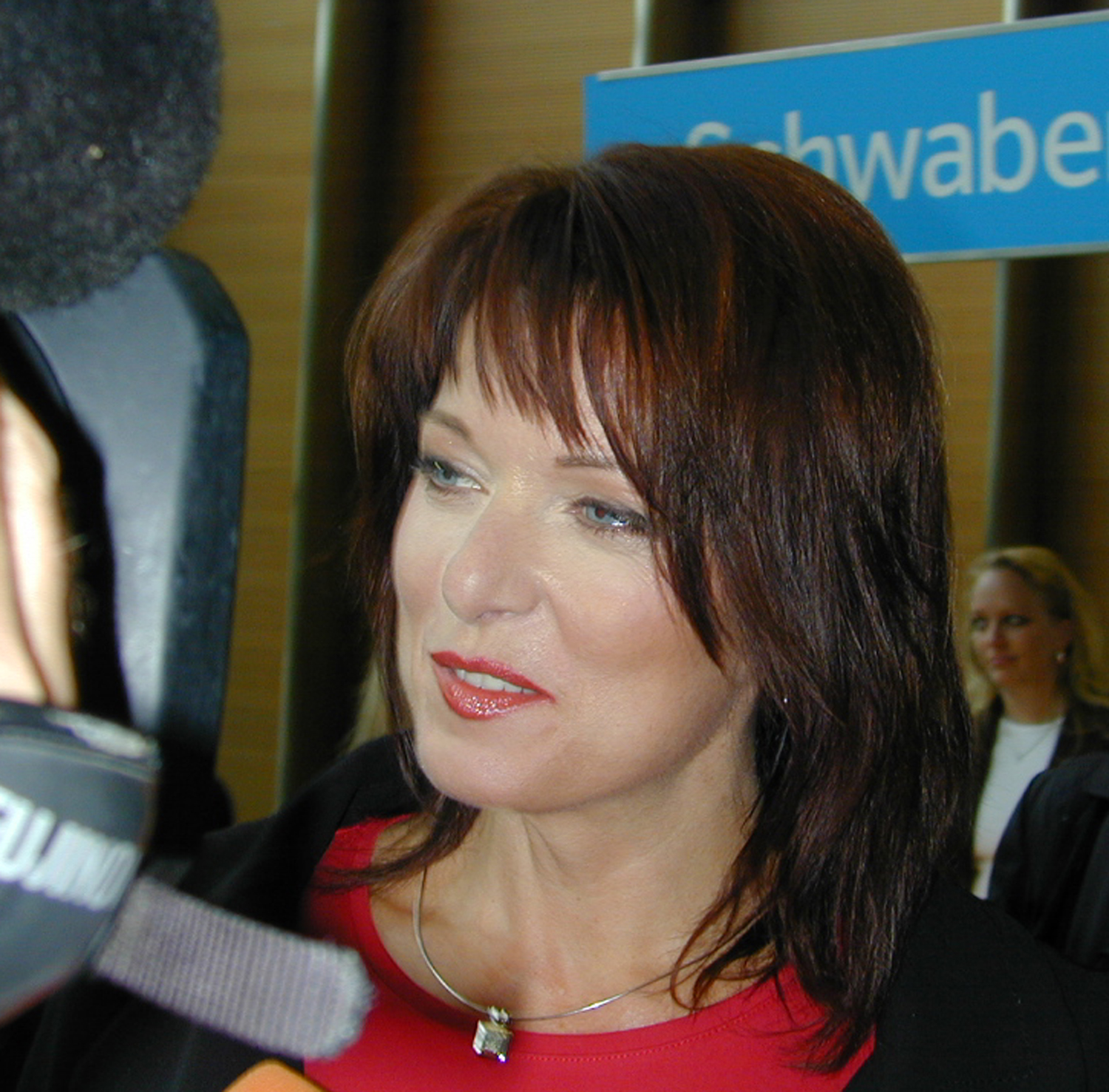
Gabriele Pauli (2007)

Gabriele Maud Pauli (* 26. Juni 1957 in Schweich) ist eine ehemalige deutsche Politikerin (CSU). Von 1990 bis 2008 war sie Landrätin des mittelfränkischen Landkreises Fürth. Sie wurde ab 2006 durch einen länger andauernden Konflikt mit dem damaligen CSU-Vorsitzenden Edmund Stoiber und der Mehrheit ihrer Partei bundesweit bekannt. Nach ihrem Parteiaustritt engagierte sie sich bei den Freien Wählern und der von ihr selbst gegründeten Freien Union.

## Ausbildung und Beruf
Ab 1964 besuchte Gabriele Pauli die Grundschule in Zirndorf und wechselte 1968 auf das Helene-Lange-Gymnasium in Fürth, 1976 machte sie dort Abitur. Im Schuljahr 1973/74 war sie Schulsprecherin und mittelfränkische Bezirksschülersprecherin.
1976 nahm Pauli ein Studium der Betriebswirtschaftslehre an der Wirtschafts- und Sozialwissenschaftlichen Fakultät der Friedrich-Alexander-Universität Erlangen-Nürnberg auf, das sie 1981 als Diplom-Kauffrau abschloss. Ab 1978 war sie Stipendiatin der Konrad-Adenauer-Stiftung. Von 1982 bis 1983 war sie wissenschaftliche Mitarbeiterin der Universität Erlangen-Nürnberg. 1983 gründete sie den Pauli-Balleis-Verlag in Nürnberg und arbeitete zunächst bei verschiedenen Bildungswerken als Referentin und Seminarleiterin.
1986 wurde sie zum Dr. rer. pol. promoviert. Das Thema ihrer Dissertation war Polit-PR – strategische Öffentlichkeitsarbeit politischer Parteien – zur PR-Praxis der CSU. Sie analysiert darin die damals auf Ministerpräsident Franz Josef Strauß zugeschnittene Außendarstellung der Partei und fasst zusammen: „Dieses System kann funktionieren, solange der parteiinterne Zusammenhalt durch das vermittelte bayerische Identitätsgefühl und die Integrations- und Motivationskraft des Parteivorsitzenden den Handlungsspielraum der Parteiführung sichert.“ 1987 erhielt sie den Albert-Oeckl-Preis der Deutschen Public-Relations-Gesellschaft.
Nach ihrem Ausscheiden aus der Politik übernahm sie im Mai 2016 das Schmuck- und Uhrengeschäft ihrer zwei Monate zuvor verstorbenen Mutter in Zirndorf. Im Mai 2017 gab sie dieses Geschäft auf und gab an, ein Juweliergeschäft in München eröffnen zu wollen.

## Politische Laufbahn
1974 trat Pauli in die Junge Union (JU), 1977 in die CSU ein. Ab 1985 war sie Mitglied des Landesvorstandes der Jungen Union, darin von 1987 bis 1990 in der Funktion als stellvertretende Vorsitzende. Von 1988 bis 1990 war sie Angestellte des Deutschen Bundestages. Ab 1989 war Pauli Mitglied im CSU-Landesvorstand und ab April 2005 in der Antragskommission der CSU. Von 1988 bis 1990 war sie Stadträtin in Zirndorf.

### Landrätin von 1990 bis 2008
Pauli wurde am 1. Mai 1990 – als damals jüngste Landrätin Deutschlands – Landrätin des mittelfränkischen Landkreises Fürth und löste damit Dietrich Sommerschuh (SPD) ab. Mit 50,4 % der Stimmen wurde sie in der Stichwahl gewählt und 1996 mit 59,1 % im Amt bestätigt. Am 3. März 2002 wurde sie mit 65,4 % der Stimmen für eine dritte Amtszeit gewählt. Bei der Kommunalwahl am 2. März 2008 trat Pauli nicht mehr an. Ihr Nachfolger als Landrat wurde Matthias Dießl.

### Konflikt mit Edmund Stoiber
Im Jahr 2006 geriet Pauli in die Schlagzeilen, als sie wiederholt öffentlich forderte, der bayerische Ministerpräsident Edmund Stoiber solle 2008 nicht mehr als Spitzenkandidat zur Landtagswahl antreten, und zur Diskussion der Nachfolgefrage ein Internetforum eröffnete. Dies trug ihr innerparteiliche Kritik ein.
Am 18. Dezember 2006 erhob Pauli den Vorwurf, ein Mitarbeiter der Bayerischen Staatskanzlei habe versucht, telefonisch Auskünfte über sie einzuholen, „um ihr etwas anzuhängen“. In diesem Zusammenhang soll er gefragt haben, ob Pauli Alkoholprobleme oder Männerbekanntschaften habe. Stoiber bestritt sowohl die Vorwürfe als auch dass Pauli „so wichtig sei, dass man über mich Erkundigungen einziehen müsse“, und verweigerte ihr eine persönliche Aussprache. Stoibers Büroleiter, Michael Höhenberger, räumte kurz darauf ein, sich telefonisch über Pauli erkundigt zu haben, um Erklärungen für Paulis anhaltende Kritik an Stoiber zu erlangen. Höhenberger bestritt den Vorwurf des Ausspähens, trat jedoch aufgrund der öffentlichen Auseinandersetzung zurück. Horst Müller, der von Höhenberger angerufene Wirtschaftsreferent der Stadt Fürth, bestätigte dessen Darstellung. CSU-Generalsekretär Markus Söder warf Pauli wegen ihrer Vorgehensweise parteischädigendes Verhalten vor.
Anfang 2007 verschärfte sich die Diskussion um die Spitzenkandidatur bei den Landtagswahlen 2008. Pauli, die Stoiber Frauenfeindlichkeit vorwarf, regte angesichts schlechter Umfragewerte für Stoiber am 4. Januar eine CSU-Mitgliederbefragung an. Auch nachdem Stoiber am 18. Januar seinen Verzicht auf eine erneute Kandidatur erklärt hatte, war der Konflikt nicht gelöst. Pauli forderte, die Parteibasis bei der Vorentscheidung über das Amt des Ministerpräsidenten einzubeziehen. Ende März 2007 stellte sie offiziell den Antrag, der CSU-Vorstand solle per Mitgliederbefragung über den Spitzenkandidaten für die Landtagswahl entscheiden. Am 21. Februar kam es auf dem Politischen Aschermittwoch der CSU in der Passauer Dreiländerhalle zu minutenlangen gegen Pauli gerichteten Sprechchören.
Am 5. März gab Pauli bekannt, nicht wieder als Landrätin zu kandidieren, sondern eine neue Herausforderung in Wirtschaft oder Politik zu suchen.

### Kandidatur um den CSU-Parteivorsitz
Am 12. Juli 2007 verkündete Pauli ihre Kandidatur für den CSU-Vorsitz. Die CSU-Spitzen räumten ihr im Kampf gegen Erwin Huber und Horst Seehofer um die Nachfolge Stoibers jedoch keine Erfolgschance ein.
Eine durch die Bild am Sonntag in Auftrag gegebene Studie des Forsa-Instituts kam zu dem Ergebnis, dass es 56 % der CSU-Wähler und 59 % aller bayerischen Wahlberechtigten gut fänden, wenn der Parteitag zwischen drei Kandidaten wählen könnte. Ein Viertel aller bayerischen Wähler und 31 % der CSU-Anhänger glaubten, Paulis Kandidatur schade der CSU. 15 % der CSU-Anhänger sprachen sich für Pauli als CSU-Vorsitzende aus.
Am 19. September stellte Pauli ihr Wahlprogramm für die Bewerbung um den CSU-Vorsitz vor. Unter anderem sollte eine Ehe auf sieben Jahre befristet werden und eine Verlängerung per Standesamt möglich sein. Zur Begründung des Vorschlags führte sie an, dass viele Ehen nicht ehrlich geführt würden und dass man durch eine Befristung Gerichtskosten für einen Scheidungsrichter einsparen könnte. Insbesondere wegen dieses Vorschlags der „befristeten Ehe“ geriet sie ins Kreuzfeuer der Kritik. Dass dies nicht mit dem Schutz der Familie zu vereinbaren sei, monierten Kritiker innerhalb und außerhalb ihrer eigenen Partei. Kurz darauf bestätigte Pauli, dass sie die Idee der „befristeten Ehe“ von der Kunstfigur „Erwin Pelzig“ des Kabarettisten Frank-Markus Barwasser übernommen habe, der sehr fortschrittliche Gedanken in „diese bayerische Art“ verpacke.
Beim CSU-Parteitag am 28. September wollte Pauli den Satz „Unter Familie versteht die CSU alle Lebensgemeinschaften, in denen Kinder aufwachsen“ in den familienpolitischen Teil des Grundsatzprogramms aufnehmen lassen. Für den Antrag stimmte nur sie selbst, während alle anderen Delegierten ihn ablehnten. Bei der Abstimmung über den Parteivorsitz am folgenden Tag entfielen 24 von 959 Stimmen auf sie, was einem Anteil von 2,5 % entsprach.
Dem CSU-Vorstand gehörte sie nach diesem Parteitag nicht mehr an, da ihr Bezirksverband Nürnberg-Fürth-Schwabach sie nicht mehr vorgeschlagen hatte. Ihrer Meinung nach habe Bezirkschef Günther Beckstein sie für „nicht mehr vermittelbar“ gehalten.

### Austritt aus der CSU
Am 21. November 2007 erklärte Gabriele Pauli öffentlich ihren Austritt aus der CSU. Als Grund nannte sie das Verhalten einiger Parteikollegen. Über ihre weiteren Pläne machte sie keine konkreten Angaben: „Das Spektrum reicht von der Gründung einer eigenen bis zum Beitritt einer anderen Partei.“ Ein Ende ihrer politischen Betätigung schloss sie zumindest aus, da es in der Bevölkerung Menschen gebe, die dies nicht wollten. Laut Presseberichten erhielt Pauli für ein Interview zu ihrer Austrittserklärung in der Zeitschrift Vanity Fair ein Honorar beziehungsweise stimmte ihren Parteiaustritt mit dem Erscheinungszeitpunkt des Magazins ab. Dies wurde vom Deutschen Journalisten-Verband kritisch beurteilt.

### Eintritt bei den Freien Wählern und Wahl in den Landtag
Mitte Juni 2008 beantragte sie die Aufnahme in den Stadtverband Nürnberg der Freien Wähler Bayern. Nach dessen Zustimmung wurde die Aufnahme später auch vom Landesvorstand formal bestätigt. Der Stadtverband nominierte Pauli zugleich einstimmig als Direktkandidatin im Stimmkreis Nürnberg-Nord für die anstehende Landtagswahl. Auf der Delegiertenversammlung des FW-Bezirks Mittelfranken am 25. Juni wurde sie auf Platz acht der Bezirksliste nominiert, nachdem der Bezirksverband sie zunächst auf Platz neun gesetzt hatte. Ihre Kandidatur war innerhalb der bayerischen Freien Wähler umstritten. Der FW-Landesvorsitzende Hubert Aiwanger äußerte: „Wir sind nicht glücklich darüber, aber wir können und werden nicht dagegen einschreiten.“ Bei der Wahl am 28. September, bei der Pauli in ihrem Wahlkreis u. a. gegen Ministerpräsident Günther Beckstein antrat, erhielt sie 7,3 % der Erststimmen; ihr Ergebnis lag damit leicht unter dem durchschnittlichen Stimmenanteil der Freien Wähler in Mittelfranken. Sie erhielt mit fast 32.000 Zweitstimmen unter allen FW-Kandidaten des Wahlkreises Mittelfranken die höchste Anzahl an Wählerstimmen, womit sie deutlich vor dem zweitplatzierten Kandidaten Peter Bauer lag und in den Bayerischen Landtag einziehen konnte.
Dort wurde sie zur Vorsitzenden des Ausschusses für Kommunale Fragen und Innere Sicherheit gewählt. Sie war damit die einzige Ausschussvorsitzende aus den Reihen der Freien Wähler. Nach ihrem Ausscheiden aus der FW-Fraktion am 17. Juni 2009 wurde Joachim Hanisch (FW) eine Woche später zum Vorsitzenden des Innenausschusses gewählt, Bernhard Pohl (FW) rückte für Pauli in den Ausschuss nach.

### Kandidatur zur Europawahl 2009 und die Folgen

#### Freie Wähler
Am 28. Februar 2009 wurde Pauli von der Delegiertenversammlung der Freie Wähler Bundeswählergruppe mit 76 von 81 abgegebenen Stimmen (93,6 %) ohne Gegenkandidat als Spitzenkandidatin der bundesweiten Liste der Freien Wähler zur Europawahl 2009 aufgestellt. Mit einem Stimmenanteil von nur 1,7 % scheiterte jedoch der Einzug ins Europäische Parlament an der damals gültigen Fünf-Prozent-Hürde.
Am Abend der Europawahl erklärte Pauli, mit einer eigenen Partei bei der Bundestagswahl 2009 antreten zu wollen, da für die Freien Wähler in ihrer damaligen Form als Verband keine Teilnahme möglich gewesen wäre. Der Vorstoß war jedoch nicht unumstritten: In der Landtagsfraktion warf man ihr vor, die Freien Wähler als „Plattform zur eigenen Selbstdarstellung“ zu nutzen. Zudem habe sie als Vorsitzende des Innenausschusses wenig Engagement gezeigt. Da sie trotz eines Appells des Bundesvorsitzenden Armin Grein auf ihren Plänen beharrte, wurde Pauli bei der Sitzung der Landtagsfraktion am 16. Juni auf Initiative des Vorsitzenden Hubert Aiwanger aus ihren Reihen ausgeschlossen.
Sie blieb jedoch bis zur Landtagswahl 2013 als fraktionslose Abgeordnete weiterhin Mitglied des Bayerischen Landtags.
2012 stellte Pauli erneut einen Aufnahmeantrag bei den Freien Wählern, der vom Bundesvorstand aber abgewiesen wurde.

#### Freie Union
Am 18. Juni 2009 gab Pauli die Gründung der Partei Freie Union – namentlich eine Anspielung sowohl auf die CSU als auch auf die Freien Wähler – bekannt, um „neues Denken ernsthaft in das politische System einzubringen“ und dafür einzutreten, dass „in Deutschland wieder Werte in die Politik Eingang finden“. Laut Presseberichten sollen über 200 Personen bei der Gründungsversammlung am 21. Juni im Münchner Hofbräukeller eine Beitrittserklärung unterzeichnet haben, Pauli wurde zur Bundesvorsitzenden gewählt. Die Partei hatte zeitweise bis zu 1000 Mitglieder in acht Landesverbänden. Nachdem der Bundeswahlleiter Paulis Freie Union am 17. Juli zur Bundestagswahl zugelassen hatte, verweigerten die Landeswahlausschüsse in Mecklenburg-Vorpommern, Sachsen-Anhalt, Brandenburg, dem Saarland, Hamburg, Baden-Württemberg, Hessen, Berlin, Thüringen, Nordrhein-Westfalen sowie Bayern und Niedersachsen der Pauli-Partei die Zulassung. Während in den meisten Ländern die erforderliche Zahl von Unterstützerunterschriften verfehlt worden war, verpasste es Pauli ausgerechnet in ihrem Stammland Bayern, selbst auf der Bewerberliste zu unterschreiben. Am 6. August 2009 entschied der Bundeswahlausschuss endgültig, die Freie Union nicht zur Bundestagswahl mit Landeslisten zuzulassen. Die Partei durfte jedoch zur Landtagswahl in Brandenburg am 27. September 2009 antreten und erreichte 150 Stimmen (0,01 %).
Am 27. Mai 2010 trat Pauli nach internen Meinungsverschiedenheiten als Bundesvorsitzende zurück, und gab am 3. Juni ihren Austritt aus der Partei bekannt.

### Bürgermeisterkandidatur auf Sylt
Pauli kündigte im September 2014 an, bei der Bürgermeisterwahl der Gemeinde Sylt am 14. Dezember anzutreten. Sie erreichte die Zugangsvoraussetzung, indem sie 135 Unterschriften von Einwohnern beibrachte. Zu ihrem Programm gehörten ein Begrüßungsgeld von 5000 Euro für Neugeborene, um den Nachwuchsmangel zu bekämpfen, und eine effizientere Verwaltung. Im ersten Wahlgang erhielt sie bei einer Beteiligung von 53,5 % der knapp 13.000 Wahlberechtigten 30,6 % der Stimmen, Nikolas Häckel von der Sylter Wählergemeinschaft – unterstützt von SPD und SSW – kam auf 27 %. Bei der fälligen Stichwahl am 11. Januar 2015 wurde Pauli von der Piratenpartei unterstützt, unterlag Häckel jedoch mit 45,0 % zu 55,0 % der Stimmen.

## Privatleben

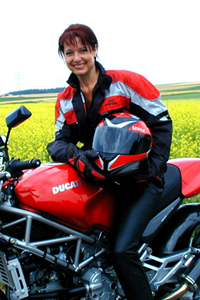
Gabriele Pauli (2007)

Pauli war von 1984 bis 1994 mit dem CSU-Politiker Siegfried Balleis verheiratet, mit dem sie eine gemeinsame Tochter (* 1987) hat. Seit Februar 2007 ist sie nach sechs Jahren zweiter Ehe von einem Unternehmer geschieden.
Am 28. März 2007 erschien eine Ausgabe des Magazins Park Avenue mit Aufnahmen Paulis, die in einem Fotostudio entstanden waren. Pauli ließ sich vom Hamburger Fotografen Jens Boldt unter anderem mit Latexhandschuhen ablichten. Die Pressereaktionen auf diese Aufnahmen beschäftigten in der Folge auch Gerichte bis hin zum Bundesverfassungsgericht. Wenige Tage vor dem CSU-Parteitag war Pauli auf dem Titelblatt der Illustrierten Bunte abgebildet.

## Auszeichnungen
- 1987: Albert-Oeckl-Preis der Deutschen Public-Relations-Gesellschaft
- 1992: Verdienstplakette in Gold des Bayerischen Turnverbandes
- 1995: Presse-Ente Nora des Bayerischen Journalistenverbandes
- 1999: BRK-Ehrennadel für besondere Verdienste
- 1999: Bundesverdienstkreuz am Bande (17. Mai 1999), für beispielhafte Arbeit für eine bürgerfreundliche und leistungsfähige Verwaltung[65]
- 1999: Goldene Ehrennadel des Bayerischen Turnspiel-Verbandes
- 2002: Ehren-Plakette des Bayerischen Fußball-Verbandes
- 2005: Europa-Union-Nadel in Silber in Anerkennung für die Verdienste um die Europa-Union Deutschland
- 2007: 7. Frankfurter Olympe-de-Gouges-Ehrenpreis der Arbeitsgemeinschaft Sozialdemokratischer Frauen
- 2007: Steiger Award, verliehen für politischen Mut (der Preis soll an die Tugenden des Bergmanns-Berufs erinnern und für Gradlinigkeit und Verlässlichkeit stehen)
- 2007: Ehrennadel in Silber des Landesverbands Bayern der DLRG für aktive Mitarbeiter und verdienstvolle Förderer
- 2008: Schlappmaulorden der Kitzinger Karnevalsgesellschaft[66]
- 2009: Kommunale Verdienstmedaille in Silber[67]

## Veröffentlichungen
- Polit-PR. Strategische Öffentlichkeitsarbeit politischer Parteien. Zur PR-Praxis der CSU. Pauli-Balleis, Zirndorf 1986, ISBN 3-89078-009-1. (Zugleich: Erlangen-Nürnberg, Universität, Dissertation 1986)
- Mit Manfred Otzelberger: Die rote Rebellin. Fortschritt braucht Provokation. Gütersloher Verlagshaus, Gütersloh 2013, ISBN 978-3-579-06627-1.